# Frangelico

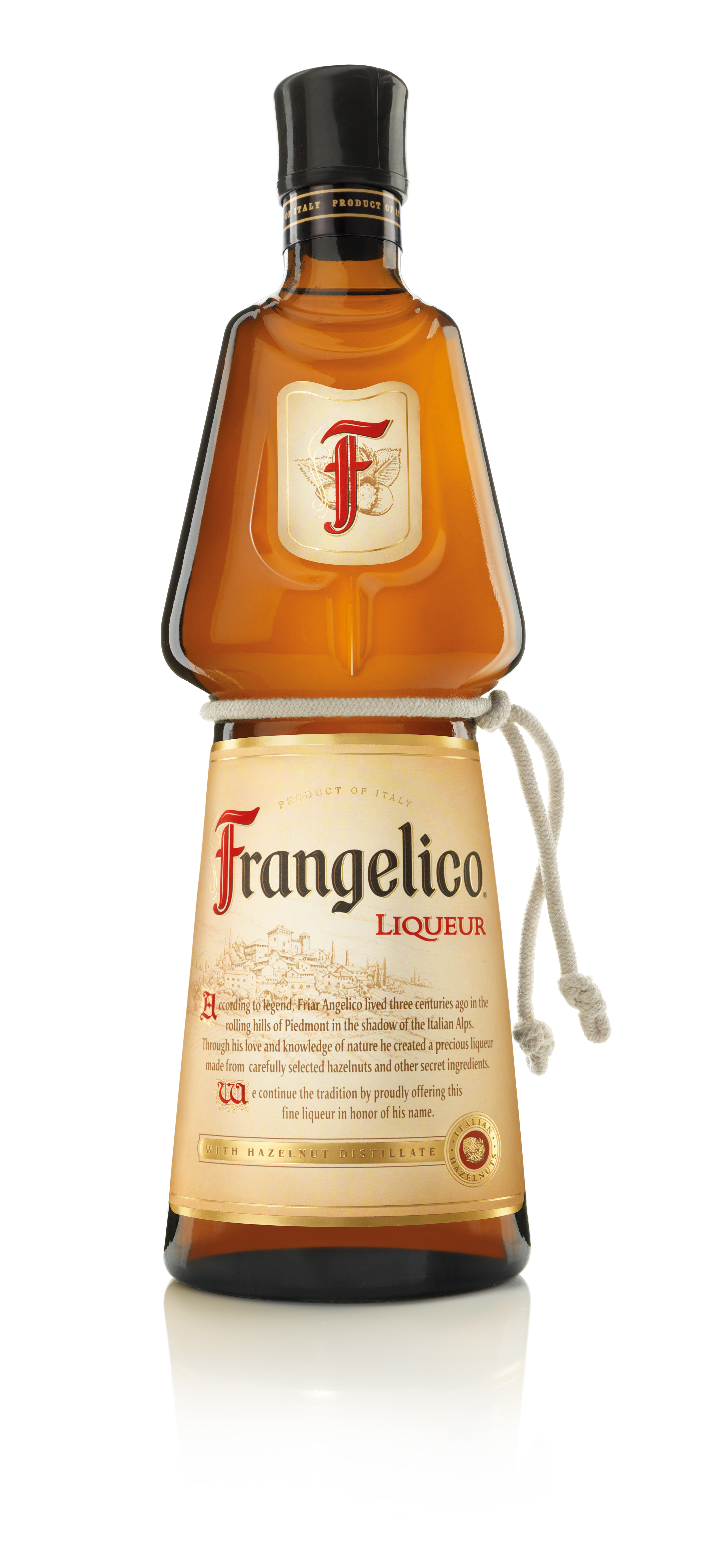
Frangelico Haselnusslikör, 0,7l

Frangelico ist ein italienischer Haselnusslikör mit 20 % vol., der aus dem italienischen Piemont kommt. Seit 2010 gehört die Marke zur Gruppo Campari.
Frangelico soll seinen Namen einem Bruder Angelico (italienisch frate Angelico) verdanken, einem christlichen Mönch aus der norditalienischen Provinz Piemont, die bekannt für Speisen und Getränken ist. Fra’ Angelico soll bereits im 18. Jahrhundert den Grundstein für Frangelico gelegt haben, indem er ihn erstmals aus den Haselnüssen „Tonda Gentile“ herstellte.
Der heutige Likör besteht laut Zutatenliste aus Wasser, Zucker, Alkohol, Haselnussdestillat (1%), Aromen und Farbstoff Zuckerkulör. Verkauft wird Frangelico in einer Flasche, deren Form an einen Mönch in Kutte erinnern soll und die eine Kordel um die „Hüfte“ trägt. Getrunken wird Frangelico pur, mit Limette oder auf Eis.